# Čehovljev pištolj
Čehovljev pištolj (Čehovljeva puška; rus. Чеховское ружьё), pripovjedačko je pravilo koje kaže da svaki element u priči mora biti nužan, a nevažne elemente treba ukloniti. Na primjer, ako pisac prikazuje pištolj u priči, mora postojati razlog za to, kao što je pucanje iz njega nekada kasnije u radnji. Svi elementi na kraju moraju imati ulogu u nekom dijelu radnje (priče). Neki autori, poput Hemingwaya, ne slažu se s tim načelom.
Pravilo je nekoliko puta, uz neke varijacije, zapisao pismima Anton Čehov kao savjet za mlade dramatičare.

## Kritika
Ernest Hemingway ismijavao je načelo u svom eseju Umjetnost kratke priče dajući primjer dva lika koja su predstavljena, a zatim se nikada više ne spominju u njegovoj kratkoj priči „Pedeset tisuća”. Hemingway je cijenio nevažne pojedinosti, ali je priznao da će čitatelji u njima neizbježno tražiti simboliku i značenje. Spisateljica Andrea Phillips primijetila je da dodjeljivanje jedne uloge svakomu detalju čini priču predvidljivom i ostavlja je „bezbojnom”.
Donald Rayfield je primijetio je da u Čehovljevoj drami Višnjik, suprotno Čehovljevu savjetu, postoje dva napunjena vatrena oružja iz kojih se ne puca. Neispaljene puške povezuju se s temom predstave o nedostatku ili nedovršenosti radnje.

## Varijacije
Ernest J. Simmons (1903. – 1972.) piše da je Čehov ponovio istu misao, što može objasniti postojanje nekoliko varijacija.
- „Nikada se na pozornicu ne smije staviti napunjena puška ako neće pucati. Pogrešno je davati obećanja koja ne misliš ispuniti.”[10][11]
"(Ovdje se pištoljem označava monolog koji je Čehov smatrao nepovezanim sa ostatkom drame.)"
- „Uklonite sve što nije relevantno za priču. Ako u prvom činu kažeš da na zidu visi puška, u drugom ili trećem činu ona mora opaliti. Ako neće biti opaljena, ne bi trebala tamo visjeti”. — Sergius Šučukin, Memoari (1911.)[12]
- „Ako ste u prvom činu objesili pištolj na zid, onda u sljedećem treba pucati. Inače ga ne stavljajte tamo.”[13]

## Primjeri
Načelo se donekle doslovno provodi u mnogim filmovima o Jamesu Bondu, u kojima se špijunu daju nove naprave na početku misije – kao što je skrivena zračna puška koja se aktivira na zapešću – i obično svaki uređaj ima vitalnu ulogu u priči.

## Poveznice
- Occamova britva – ideja da se mehanizmi objašnjenja ne bi trebali postavljati bez potrebe.